# 翟明国
翟明国（1947年12月—），河南济源人，中国前寒武纪地质与变质地质学家。2009年当选中国科学院地学部院士。

## 生平
中国科学院地质与地球物理研究所研究员。1976年毕业于西北大学地质系，1982年、1989年在中国科学院地质研究所先后获硕士、博士学位。现任中国地质学会理事，国际冈瓦纳研究会执行委员，《岩石学报》主编，Gondwana Research编委。